# Fontitrygon margaritella
De Parel pijlstaartrog (Fontitrygon margaritella) is een vissensoort uit de familie van de pijlstaartroggen (Dasyatidae). De wetenschappelijke naam van de soort is voor het eerst geldig gepubliceerd in 1984 door Compagno & Roberts.